# ليون روذرفورد تايلور
ليون روذرفورد تايلور (بالإنجليزية: Leon Rutherford Taylor)‏ هو محامي وسياسي أمريكي، ولد في 26 أكتوبر 1883 في الولايات المتحدة، وتوفي في 1 أبريل 1924 في دنفر في الولايات المتحدة. حزبياً، نشط في الحزب الديمقراطي. وقد انتخب عضو جمعية نيوجيرسي العامة وانتخب حاكم نيو جيرسي ‏ (28 أكتوبر 1913 – 20 يناير 1914).